# Escoamento hipersônico
Na aerodinâmica, a velocidade hipersônica é aquela que excede cinco vezes a velocidade do som, muitas vezes declarada como começando em velocidades de Mach 5 ou superior.
Não há um limite bem definido entre o escoamento supersônico e o hipersônico. No entanto, desde a década de 1970, este termo geralmente se refere a Mach 5 ou superior,porém vale salientar que velocidades que começam a atingir um percentual de velocidade da luz  param de ser hipersônicas
As principais características são:
- Camada Limite Fina
- Gradiente de Entropia elevado
- Interação Viscosa
- Escoamento de Alta Temperatura
- Dissociação e ionização de gás

Muitos foguetes atingem velocidades hipersônicas, entre eles o ônibus espacial dos Estados Unidos, como também mísseis balísticos intercontinentais.